# Bazyli Hołod
Bazyli Hołod pseud. Jan (ur. 23 lutego 1907 w Mostach, zm. 6 grudnia 1963 we Włodawie) – działacz komunistyczny, I sekretarz Komitetów Wojewódzkich (KW) PZPR w Lublinie (1955–1956) i Koszalinie (1959–1960).

## Życiorys
Urodzony w biednej rodzinie chłopskiej Jana Hołoda, stryjeczny brat Jana Hołoda „Kirpicznego”. Podczas I wojny światowej ewakuowany w głąb Rosji, gdzie skończył szkołę podstawową i został gońcem w Urzędzie Zatrudnienia w Birsku.
XI 1921 wrócił do rodzinnej wsi i w 1925 związał się z młodzieżowym ruchem komunistycznym, organizując w Mostach komórkę Związku Młodzieży Komunistycznej (ZMK) (od 1930 KZMP), której został sekretarzem. Współtwórca filii organizacji kulturalno-oświatowej ludności ukraińskiej „Ridna Chata”. do której wciągnął okoliczną młodzież. 1928 „Ridna Chata” została zlikwidowana, a B. Hołod zorganizował koło ZLCh „Samopomoc” w Mostach i został jego przewodniczącym oraz zastępcą przewodniczącego Zarządu Powiatowego w Lublinie. Uczestniczył w pracach przygotowawczych do Europejskiego Kongresu Chłopskiego (27–29 III 1930 w Berlinie), będąc zastępcą przewodniczącego Powiatowego Komitetu Kongresowego. W 1927 wstąpił do KPP, w latach 1928–1933 był sekretarzem komitetu gminy Opole Lubelskie i sekretarzem komórki KPP w Mostach. Kontaktował się z Komitetem Dzielnicowym (KD) KPP w Parczewie i z komitetami dzielnicowymi i rejonowymi KPZU. Brał udział w konferencjach dzielnicowych i okręgowych, w przygotowywaniu demonstracji i w kolportażu komunistycznej literatury w języku polskim, ukraińskim i białoruskim. Organizował MOPR na swoim terenie.
9 XI 1930 został aresztowany i na 6 miesięcy uwięziony we Włodawie, na rozprawie 6 V 1931 uniewinniony. 4 VIII 1933 aresztowany za zorganizowanie wiecu antywojennego w Holeszowie i skazany na 3 lata więzienia; karę odsiadywał na Zamku Lubelskim, gdzie był członkiem zarządu i potem przewodniczącym komuny więziennej. Zwolniony w 1936, do wybuchu wojny IX 1939 pracował w sklepie spółdzielczym w Mostach.
Jesienią 1939 udał się do ZSRR i był robotnikiem rolnym w Równem oraz w kołchozie i sowchozie w Kraju Krasnodarskim i w Donieckim Zagłębiu Węglowym. Latem 1944 wrócił do kraju i wstąpił do PPR, VIII 1944 mianowany wójtem gminy Mosty-Opole i pełnomocnikiem ds. reformy rolnej. II 1945 skończył kurs partyjny w Lublinie i został I sekretarzem Komitetu Powiatowego (KP) PPR w Puławach VII 1947 – VIII 1950 kierownik Wydziału Organizacyjnego i Rolnego KW PPR/PZPR w Gdańsku. Delegat na I Zjazd PPR (XII 1945), I Zjazd PZPR (XII 1948), II (III 1954) i III Zjazd PZPR (III 1959). IX 1950 – X 1953 starszy instruktor – kierownik sektora PGR Wydziału Rolnego KC PZPR, następnie sekretarz organizacyjny i od II 1955 do X 1956 I sekretarz KW PZPR w Lublinie. Później krótko sekretarz rolny KW PZPR w Lublinie, zrezygnował ze stanowiska i III 1957 został I sekretarzem KP PZPR w Puławach, od XII 1957 w Koszalinie, gdzie 1959–1960 był I sekretarzem KW PZPR.

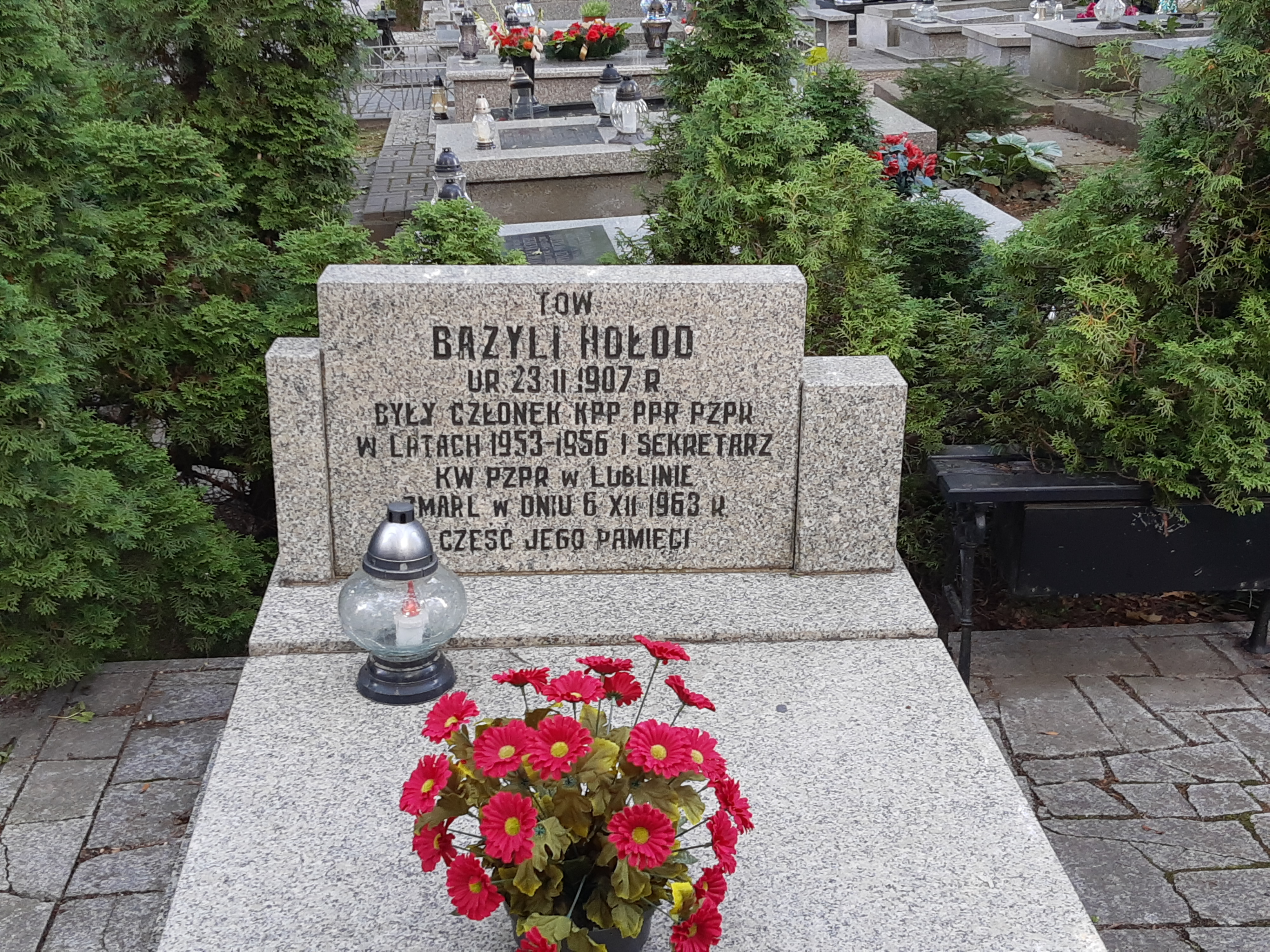
Grób Bazylego Hołoda na cmentarzu przy ul. Lipowej

W 1961 otrzymał rentę dla zasłużonych i został wiceprzewodniczącym Wojewódzkiej Komisji Rewizyjnej KW PZPR w Lublinie oraz sekretarzem POP dzielnicy Kalinowszczyzna. Był odznaczony m.in. Orderem Sztandaru Pracy I klasy.
Pochowany w Alei Zasłużonych części komunalnej cmentarza przy ul. Lipowej w Lublinie (kwatera P3AZ-1-17).